# 크리바팔란카

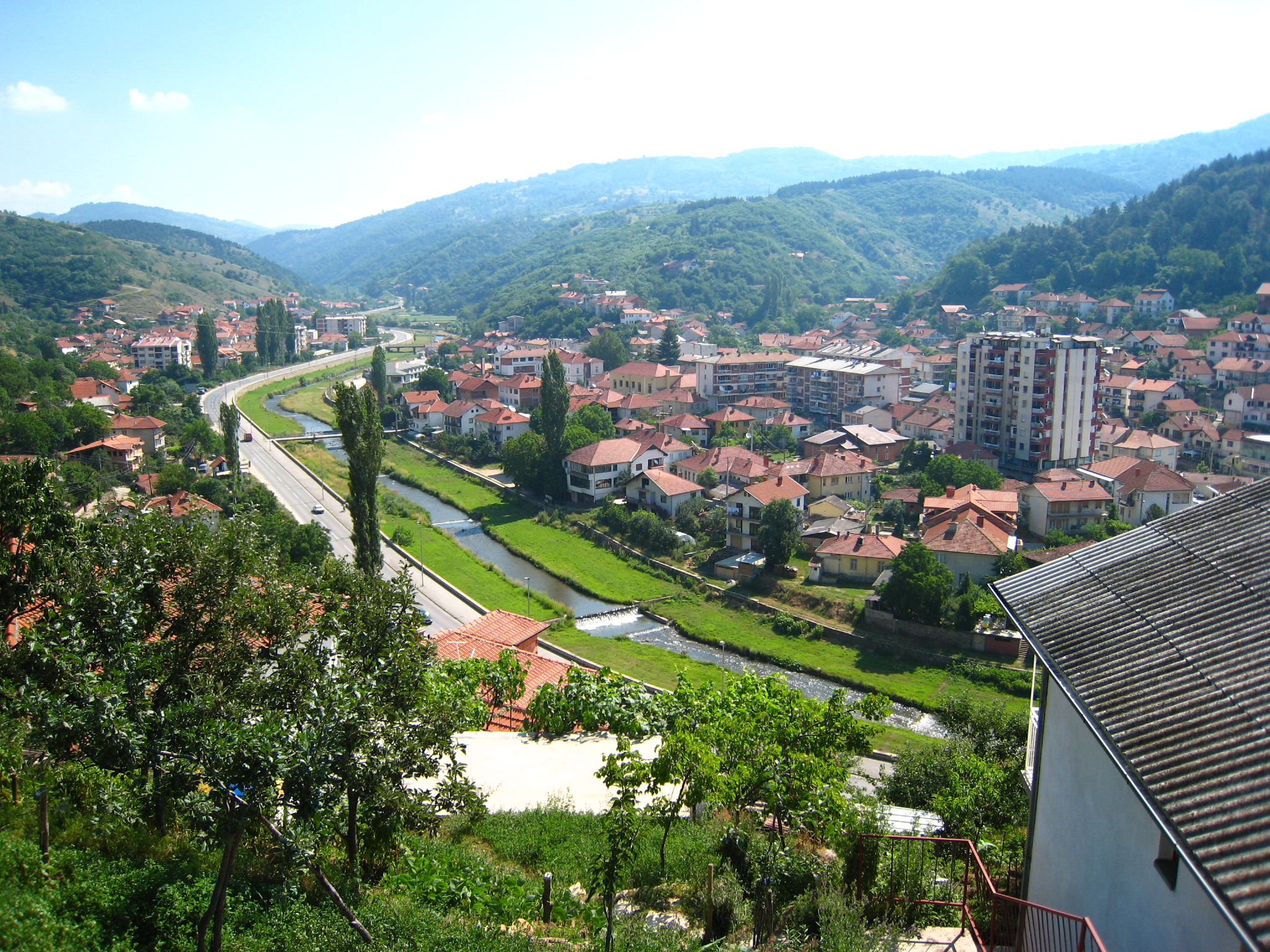
크리바팔란카

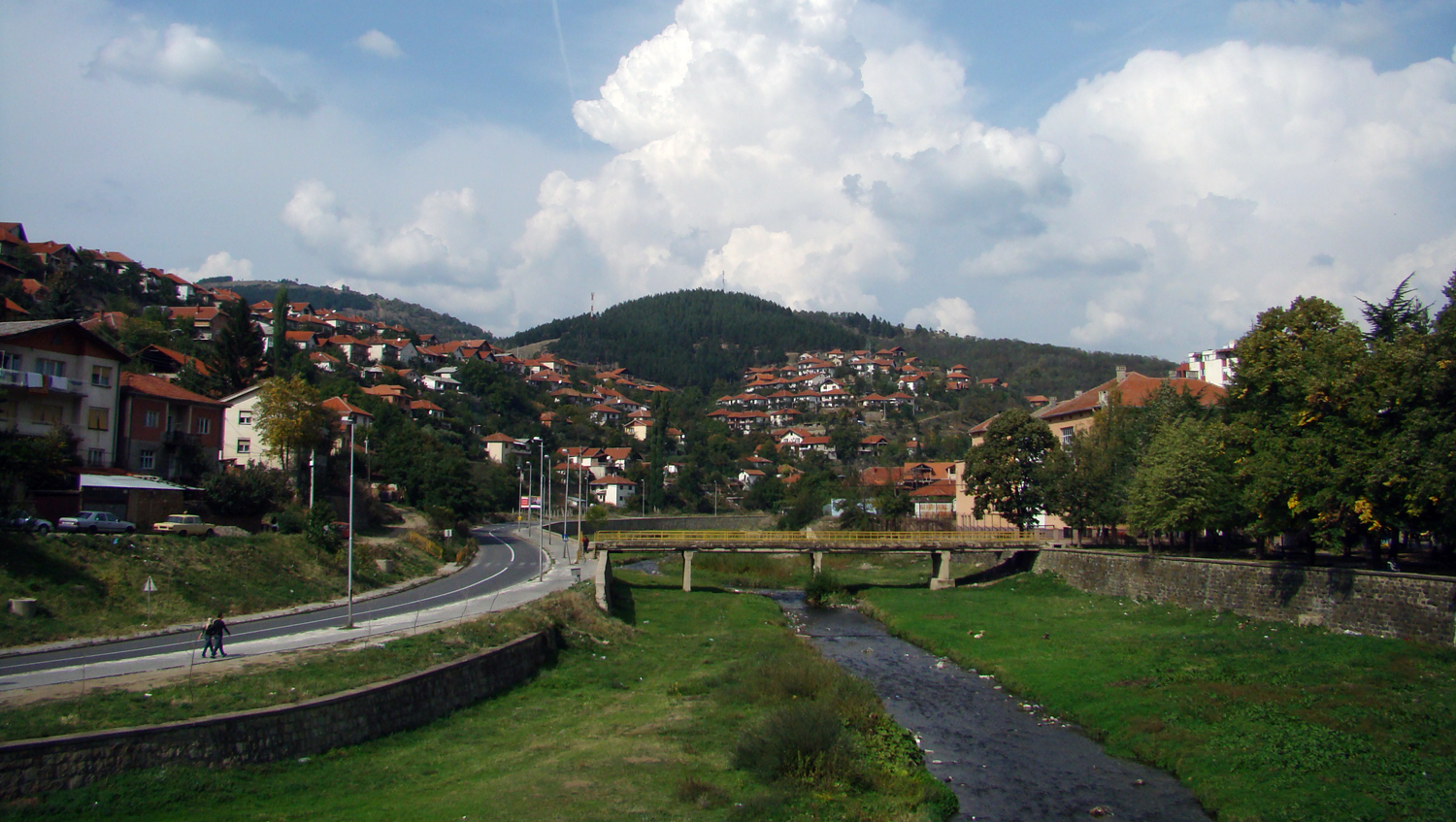
크리바팔란카

크리바팔란카(마케도니아어: Крива Паланка)는 마케도니아 공화국 북동부에 위치한 도시로 면적은 482km2, 높이는 620m, 도시 인구는 14,558명, 지방 자치체 인구는 20,820명(2002년 기준)이다. 불가리아 국경 근처에 위치하며 양국의 수도인 소피아와 스코페를 연결하는 도로가 지나간다.
"크리바"는 '구부러진'을 뜻하며 "팔란카"는 슬라브어로 마을이나 도시를 뜻한다. 오스만 제국 시대에는 '구부러진 강'이라는 뜻을 가진 "에그리데레"(Egri Dere)라는 이름으로 부르기도 했다.

시기
시 문장